# Орион (линеен кораб, 1910)
Орион (на английски: Orion) е британски линеен кораб. Главен кораб на едноименния проект. Първият линкор, относим към свръхдредноутите. Първият от британските дредноути на който са поставени оръдия с калибър по-голям от дванадесет дюйма, и първият британски дредноут, при който всички негови оръдия на ГК са поставени по линейно-терасовидната схема.
Заложен е по време на форсираното строителство на германския линеен флот. Либералите в правителството на Великобритания обещават да намалят военните разходи. Кралските ВМС в строителството на флота се придържат към формулата, че техният флот трябва да е по-мощен от двата обединени следващи по мощ флоти след Великобритания. Германските планове нарушават тази концепция.
Първият лорд на Адмиралтейството Реджиналд Маккен прокарва плановете за строителството на дредноутите от типа „Орион“ пред парламента, при поддръжката на премиер-министъра, Хърбърт Хенри Аскуит, и, независимо от възраженията на Дейвид Лойд-Джордж и Уинстън Чърчил.
Заложен е на 29 ноември 1909 г. Спуснат на вода на 20 август 1910 г. Влиза в състава на флота на 2 януари 1912 г.
По време на модернизация височината на фор-стен-щага е намалена, а през 1915 г. противоминните мрежи са премахнати. След Ютландското сражение площадките са управление на огъня на фокмачтата са разширени, а на покрива на кула „B“ е монтирана самолетна площадка.
На 12 април 1922 г. линкора е изключен от списъците на флота в съответствие с условията на Вашингтонския договор. На 19 декември кораба е продаден на компанията Cox and Danks, а през февруари 1923 г. е разкомплектован за метал.

## Силова установка
Четири турбини Парсънс привеждат в движение четири винта, парата произвеждат осемнадесет парни котли Babcock and Wilcox. На вала мощността е 27 000 конски сили, а максималната скорост е 21 възела. Нормалния запас гориво съставлява 900 тона, но може да бъде увеличен до 3300 тона. Кораба има радиус на действие 6730 морски мили (12 460 км) при крайцерска скорост от десет възела, или 4110 морски мил (7610 км) при деветнадесет възлова скорост. По време на изпитанията линкора изминава 29 108 мили, със средна скорост от 21,02 възела; максималната скорост на кораба съставя 22,3 възела.